# Stonehearst Asylum
Stonehearst Asylum, noto anche con il titolo Eliza Graves, è un film del 2014 diretto da Brad Anderson.
Il film si basa sul breve racconto Il sistema del dott. Catrame e del prof. Piuma di Edgar Allan Poe. Gli interpreti principali del film sono Jim Sturgess, Kate Beckinsale, Ben Kingsley e Michael Caine.

## Trama
Nel 1899 il neolaureato in medicina Edward Newgate inizia a lavorare come tirocinante presso il Stonehearst Asylum, un manicomio gestito da Silas Lamb. Durante la sua permanenza al manicomio, Newgate ha modo di lavorare a stretto contatto con Lamb imparando i segreti del mestiere, ma ben presto il giovane scoprirà segreti ben più terrificanti.

## Produzione
Le riprese del film sono iniziate il 21 giugno 2013 in Bulgaria, con il titolo di lavorazione Eliza Graves. Il 31 luglio 2014 viene diffuso il primo trailer con il nuovo titolo Stonehearst Asylum.

## Distribuzione
Il film è stato distribuito nelle sale cinematografiche statunitensi e in video-on-demand il 24 ottobre 2014.